# Virtual Dimension Center
Das Virtual Dimension Center (VDC) w.V. in Fellbach ist eines von 13 Kompetenz- und Innovationszentren der Region Stuttgart und Mitglied der Kompetenzzentren-Initiative Region Stuttgart. Die Schwerpunktthemen des VDCs sind Virtuelle Realität (VR) und Virtual Engineering. Die Gründung der Kompetenz- und Innovationszentren wird von der Region Stuttgart als ein Instrument der Wirtschaftsförderung verfolgt, welches den Leitlinien der Clustertheorie nach Porter folgt.

## Aufgaben
Anwendungen von Virtueller Realität und Virtual Engineering werden am VDC insbesondere in den für Baden-Württemberg wichtigen Industrien Automobil, Maschinenbau und Bauwirtschaft behandelt. Die beiden Hauptaufgaben des VDCs sind das Clustermanagement und der Technologietransfer. Das VDC führt Tätigkeiten in der Aus- und Weiterbildung, Projektakquisition, Öffentlichkeitsarbeit und Veranstaltungsorganisation aus, wodurch regionalwirtschaftliche Effekte (Unternehmensansiedelungen, Existenzgründungen, Erhalt von Arbeitsplätzen) erzielt werden konnten.

## Bedeutung des Virtual Dimension Centers
Das VDC ist das größte wirtschaftliche Netzwerk für Virtuelle Realität in Deutschland und neben dem Center of Visualization Göteborg (Schweden) und Iconoval (mit seiner Plattform Holo3) in Straßburg (Frankreich) eines der größten Kompetenzzentren für Virtuelle Realität in Europa. Das VDC kooperiert heute überregional mit VR-Netzwerken aus Frankreich, Italien sowie Schweden und führt Mitglieder aus Frankreich, Ungarn, Norwegen, Schweden und der Schweiz. Es wird heute von folgenden Organisationen aufgelistet: 
- European Cluster Observatory: Clusterverzeichnis und Netzwerkplattform der Europäischen Kommission
- KompetenznetzeDeutschland: Clusterverzeichnis und Netzwerkplattform des Bundesministeriums für Wirtschaft und Technologie. Die Aufnahme in die Initiative KompetenznetzeDeutschland setzt die Erfüllung von Gütekriterien[5] voraus und ist den ca. 120 bundesweit besten Initiativen im Sinne dieser Kriterien vorbehalten.[6][7][8]
- VDI Kompetenzcluster: Clusterverzeichnis und Netzwerkplattform des Vereins Deutscher Ingenieure (VDI)
- Clusteratlas des Wirtschaftsministeriums Baden-Württemberg[1]
- Kompetenzzentren-Initiative Region Stuttgart

Wissensbilanzierungen des VDCs sind im Jahr 2006 durch das Deutsche Institut für Urbanistik (Difu) und im Jahr 2010 durch die Hochschule Harz erfolgt. Das Difu identifiziert als Kapitalbasis des VDCs dessen Humankapital (ausgewogene Mitgliederstruktur, entscheidungsfähige Mitgliedervertreter, motivierte und engagierte Mitglieder), Strukturkapital (intensiver Informationsaustausch, Kooperationskultur, innovative Strukturen, Kompetenzteam in der Geschäftsstelle), Beziehungskapital (feste Einbindung in das regionale, nationale und europäische Innovationssystem, Kooperationen mit anderen Netzwerken und Clustern, Öffentlichkeitsarbeit, systematisches Kundenfeedback) und finanzielles Kapital. Weiterhin stellte das difu die Einzigartigkeit und überregionale Bedeutung des VDCs fest (Seite 10: „Das VDC ist in der Kombination von technologischer Ausrichtung und Dienstleistungsangebot - Beispiel: das Demo-Center - sowie der fachlichen Exzellenz seiner Mitglieder einzigartig.“ und Seite 11: „Durch Kooperationen mit anderen Netzwerken und Clustern in der Region Stuttgart, aber auch auf nationaler und internationaler Ebene eröffnet die Geschäftsstelle des VDC sich und dessen Mitgliedern neue Möglichkeiten.“). Die Hochschule Harz beleuchtete die Mitgliederstruktur (Seite XXIX: „Bei der Einteilung der Mitglieder nach Tätigkeitsbereichen wird deutlich, dass das VDC einen guten Mix aux Hochschulen, Forschungs- und Entwicklungseinrichtungen, Softwareanbietern, Hardwareanbietern, unternehmensnahen Dienstleistern und sonstigen gemeinnützigen und öffentlichen Einrichtungen vorweisen kann. Lediglich die Gruppe der Virtual Engineering Technologieanwender kommt ein wenig zu kurz“). Das Virtual Dimension Center erfüllt damit die Aufgaben einer Clusterinitiative.

## Auszeichnungen
- 2010 war das VDC einer der Sieger beim regionalen Clusterwettbewerb des Landes Baden-Württemberg[11] und wurde von Wirtschaftsminister Ernst Pfister prämiert[12].
- 2009 wurde das VDC von der Initiative KompetenznetzeDeutschland als eines der besten IT-Netzwerke Deutschlands ausgezeichnet.[13]
- 2007 war das VDC ein Ausgezeichneter Ort der Initiative Deutschland – Land der Ideen.[14]
- 2007 gewann das VDC den Best Innovation Award der Initiative Baden-Württemberg: Connected e.V. (bwcon).[15]

## Organisation
Das VDC wurde 2002 in der Rechtsform eines wirtschaftlichen Vereins (w.V.) gegründet und vertritt über 130 Mitglieder und Partner (Stand Dezember 2010). 

## Virtual Efficiency Congress

Logo des VEC

Der Virtual Efficiency Congress (VEC) ist eine seit 2009 jährlich im Herbst stattfindende Kongressmesse im Raum Stuttgart. Er wird vom VDC und wechselnden Mitveranstaltern organisiert. Der VEC war in diesen Jahren die größte Veranstaltung zur industriellen Anwendung von Virtueller Realität in Deutschland  und neben der Konferenz und Ausstellung Laval Virtual (in Laval/Frankreich) eine der größten Veranstaltungen in den Themen in Europa. 